# Contea di Yuhuan
La contea di Yuhuan (玉环市S, YùhuánP) è una città-contea della Cina, situata nella provincia dello Zhejiang.